# Mozn Hassan
Mozn Hassan (arab. ‏مزن حسن‎; ur. w 1979) – egipska feministka i działaczka na rzecz praw człowieka, przewodnicząca organizacji pozarządowej Nazra for Feminist Studies.

## Wykształcenie
W 2000 otrzymała licencjat (BA) na Uniwersytecie w Aleksandrii. W 2002 uzyskała dyplom w badaniach społeczeństwa obywatelskiego i praw człowieka (Civil Society and Human Rights) na Uniwersytecie w Kairze. W 2005 r. ukończyła studia magisterskie na kierunku International Human Rights Law na American University w Kairze.

## Walka o prawa człowieka
Przeprowadziła kilka badań na temat sytuacji kobiet w Egipcie i innych krajach muzułmańskich. W grudniu 2007 założyła organizację praw kobiet Nazra for Feminist Studies, która wspiera kobiety w Egipcie i innych krajach, zapewniając informacje, szkolenia czy badania.
W 2016 Mozn Hassan i jej organizacja otrzymały nagrodę Right Livelihood Award, za zaangażowanie na rzecz równości płci i praw kobiet w warunkach przedłużającej się przemocy, nadużyć i dyskryminacji.